# Liste der Monuments historiques in Baziège
Die Liste der Monuments historiques in Baziège führt die Monuments historiques in der französischen Gemeinde Baziège auf.

## Liste der Bauwerke
| Bezeichnung                                 | Beschreibung | Standort                    | Kennzeichnung | Schutzstatus | Datum | Bild           |
| ------------------------------------------- | ------------ | --------------------------- | ------------- | ------------ | ----- | -------------- |
| Kirche St-Étienne                           |              | (Lage)                      | PA00094285    | Inscrit      | 1950  | weitere Bilder |
| Kirche St-Eutrope                           |              | Sainte-Colombe (Lage)       | PA00094284    | Inscrit      | 1986  | weitere Bilder |
| Phare aéronautique de la côte de Monteserre |              | Rue de l’Aéropostale (Lage) | PA31000087    | Inscrit      | 2010  | weitere Bilder |

## Liste der Objekte
- Monuments historiques (Objekte) in Baziège in der Base Palissy des französischen Kultusministeriums